# SN 2008bn
SN 2008bn – supernowa typu II odkryta 31 marca 2008 roku w galaktyce NGC 4226. W momencie odkrycia miała maksymalną jasność 16,50m.